# Хей, Джон Милтон
Джон Милтон Хей (англ. John Milton Hay; 8 октября 1838, Сейлем, Индиана — 1 июля 1905, Ньюбери, Нью-Гэмпшир) — государственный деятель США, дипломат и писатель.

## Биография
По образованию — юрист. В течение длительного времени находился на дипломатической службе. В периоды президентства Уильяма Мак-Кинли и Теодора Рузвельта был, с 1898 года, государственным секретарём США.
Известен проведением активных дипломатических акций по защите политических и экономических интересов своей страны. После Испано-американской войны руководил мирными переговорами с Испанией, в результате которых США присоединили к себе Филиппины, Пуэрто-Рико и Гуам, закрепились на Кубе, а также было признано создание территории Гавайи. В письме Теодору Рузвельту Хей возможно первым использовал фразу "это была блестящая маленькая война".
В 1899 году Дж. Хей выдвигает доктрину «открытых дверей» в отношении Китая — равный доступ товаров и капиталов в колониальные владения европейских стран. Её целью было обеспечение для США возможности преодоления барьеров сфер влияния других держав и закрепления на всём китайском рынке.
В 1901 году провёл переговоры с Англией, добившись для США монопольных прав на строительство межокеанского канала Центральной Америке, оговорённых в договоре Хея-Паунсфоута.
В 1903 году заключил договор с правительством Панамы, по которому США получили зону для строительства канала (Договор Хэя — Бюно-Варийи).

## Сочинения
- «Abraham Lincoln, a history», v.1-10, New York 1890
- «Adresses of J.Hay», New York 1906
- «Papers relating to the foreign relation of the United States…», Washington 1899—1906.